# D8N (Bouches-du-Rhône)
De D8N is een departementale weg in het Zuid-Franse departement Bouches-du-Rhône. De weg bestaat uit twee delen. Het eerste deel loopt van Aix-en-Provence naar Septèmes-les-Vallons, ten noorden van Marseille. Het tweede deel loopt van het oosten van Marseille via Aubagne naar de grens met Var. In Var loopt de weg als DN8 verder naar Toulon.

## Geschiedenis
Oorspronkelijk was de D8N onderdeel van de N8. In 2006 werd de weg overgedragen aan het departement Bouches-du-Rhône, omdat de weg geen belang meer had voor het doorgaande verkeer vanwege de parallelle autosnelwegen A51 en A50. De weg is toen omgenummerd tot D8N.